# Дашаратха (династия Маурьев)
Дашаратха (252—224 до н. э.) — правитель империи Маурьев с 232 года до н. э. по 224 год до н. э. Он был внуком Ашоки и наследовал ему как император Индии. В течение его правления ослабевала централизованная власть, и некоторые территории, принадлежавшие ранее империи, стали независимы. Он продолжил религиозную и социальную политику своего деда Ашоки. Дашаратха был последним правителем Маурьев, известным по эпиграфическим источникам.

## Происхождение
Дашаратха был внуком правителя Маурьев Ашоки. В большинстве текстов он представлен непосредственным наследником своего деда, однако некоторые источники, включая Ваю-пурану, дают различные имена и число императоров после Ашоки. Среди внуков Ашоки наиболее часто упоминаются два — Сампрати и Дашаратха. Последний описан в Вишну-пуране как сын и преемник Суясаса (сына Ашоки). Полагают, что Суясас — это другое имя сына Ашоки и предполагаемого наследника Куналы.

## Правление
Историки Винсент Смир и Ромила Тхапар выдвинули популярную теорию разделения империи Маурьев между Куналой и Дашаратхой после смерти Ашоки. По другим источникам, разделение произошло между Дашаратхой (восточная часть со столицей в Паталипутре) и Сампрати (западная часть со столицей в Уджайне). Однако Смит написал, что «нет никаких ясных фактов для подтверждения этих гипотез».
Ваю и Брахманда пураны упоминают трех правителей Маурья — Бандхупалиту, Индрапалиту и Дасону, идентификация которых сильно затруднена. Возможно, они принадлежали к другой ветви династии Маурьев, и Дашаратха назначил их региональными губернаторами для удобства управления.
Вскоре после смерти Ашоки пришел конец политическому единству империи Маурьев. Дядя Дашаратхи Джалаука основал независимое государство в Кашмире. Согласно Таранатхе, другой принц Маурьев, Вирасена, объявил себя царем в Гандхаре. Также откололась и Видарбха. Греческие источники подтверждают потерю северо-западных областей, которыми тогда управлял правитель Маурьев Софагасен (Субхагасена, вероятно преемник Вирасены). Это близко к современному предположению о разделении империи на запад и восток. Эпиграфические данные указывают, что Дашаратха сохранил имперскую власть в Магадхе.
Различные династии Южной Индии, включая Сатаваханов были вассалами империи Маурьев, однако смерть Ашоки послужила причиной ослабления имперской власти на юге. Дашаратха сохранил некоторую власть в смежных областях со столичной, но отдаленные правители, включая правителей южных областей, покончили с центральной властью и утвердили свою независимость. Династия Махамедхаваханов из Калинги (территория современного штата Орисса) также отделилась после смерти Ашоки.

## Религия
Несмотря на то, что Ашока был буддистом, в своих надписях он неоднократно называл себя Деванампия, что дословно означает «Возлюбленный богов» (на пали). Употребление имени Деванампия и религиозная приверженность к буддизму характеризовали и Дашаратху.

## Культура
Известно, что Дашаратха даровал адживикам три пещеры в холмах Нагарджуни. Три надписи в пещере называют его Деванампией и свидетельствуют, что дарение произошло вскоре после его вступления на престол.

## Преемник
Согласно индуистским пуранам, наследовавший Дашаратхе Сампрати был его сыном. Джайнские и буддийские источники называют его сыном Куналы (что делает его возможным братом Дашаратхи).